# 八幡市消防本部
八幡市消防本部（やわたししょうぼうほんぶ）は、京都府八幡市の消防部局（消防本部）。管轄区域は八幡市全域。

## 概要
- 消防本部：八幡市八幡植松19-1
- 管内面積：24.37km2
- 職員定数：77人(救急救命士17人)[1]
- 消防署1カ所
- 主力機械[2]（平成31年4月1日現在）
  - 普通消防ポンプ自動車：2
  - 水槽付消防ポンプ自動車：1
  - はしご付消防自動車：1
  - 化学消防自動車：1
  - 救急自動車：3
  - 救助工作車：1

## 沿革
- 1968年4月 - 八幡町消防本部として任意で設置
- 1972年4月 - 政令指定に基づき、八幡町消防本部、八幡町消防署を設置
- 1975年7月 - 八幡町、久御山町消防相互応援協定を締結
- 1975年11月 - 八幡町、枚方市、枚方寝屋川消防組合消防相互応援協定と八幡町、京都市消防相互応援協定を締結
- 1975年12月26日 - 八幡科手から八幡高畑に新築移転（総事業費2億4800万円）
- 1977年11月1日 - 市制施行に伴い、八幡市消防本部、八幡市消防署へ改称
- 2003年3月 - 現在地に新築移転
- 2015年4月 - 女性消防士を初採用
- 2017年3月 - 緊急通信指令システムを全面的に更新

## 組織
- 本部 - 総務防災課、予防課
- 消防署 - 通信指令室、警備一課、警備二課

## 消防署
| 消防署       | 住所         | 出張所 |
| ------------ | ------------ | ------ |
| 八幡市消防署 | 八幡植松19-1 | なし   |